# Peliococcus turanicus
Peliococcus turanicus är en insektsart som först beskrevs av Kiritshenko 1932.  Peliococcus turanicus ingår i släktet Peliococcus och familjen ullsköldlöss. Inga underarter finns listade i Catalogue of Life.